# 拉瓦珀寧湖
7°17′S 110°26′E / 7.283°S 110.433°E

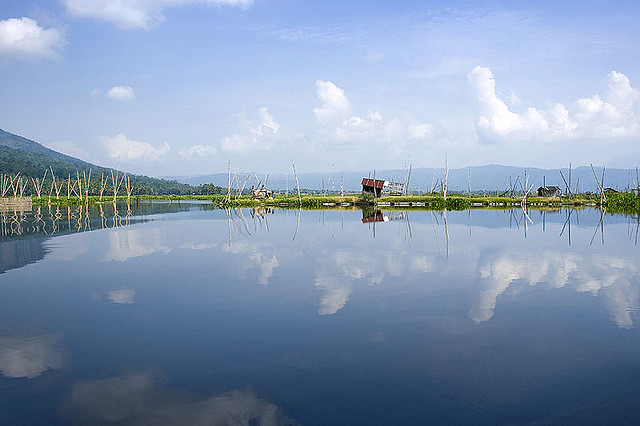

拉瓦珀寧湖是印度尼西亞的湖泊，由中爪哇省負責管轄，面積約25平方公里，在公元前18000至13500年前形成，主要用作水力發電，該湖估計在2021年因人類過度開發和沉積物增加而徹底乾涸。